# Rick van der Ven
Rick van der Ven (ur. 14 kwietnia 1991 w Oss) – holenderski łucznik, halowy mistrz świata, trzykrotny mistrz Europy.
Startuje w konkurencji łuków klasycznych. Złoty medalista mistrzostw Europy w 2012 roku w konkurencji indywidualnej i drużynowej. W 2020 roku zajmował 10. miejsce na świecie w rankingu najskuteczniejszych w swojej dyscyplinie.